# 5594 Jimmiller
5594 Jimmiller este un asteroid din centura principală de asteroizi.

## Descriere
5594 Jimmiller este un asteroid din centura principală de asteroizi. A fost descoperit pe 12 iulie 1991 la Observatorul Palomar de Henry E. Holt. Asteroidul prezintă o orbită caracterizată de o semiaxă mare de 3,16 ua, o excentricitate de 0,05 și o înclinație de 10,3° în raport cu ecliptica.